# Jiří Skalický
Jiří Skalický (* 26. dubna 1956 Kolín) je bývalý český politik, po sametové revoluci československý poslanec Sněmovny národů Federálního shromáždění za Občanské fórum, později za ODA, v 90. letech ministr vlád České republiky, poslanec Poslanecké sněmovny a předseda ODA, v letech 1998–2004 senátor za Čtyřkoalici.

## Biografie
V roce 1981 vystudoval Vysokou školu chemicko-technologickou v Praze a poté až do června 1990 pracoval v oblasti vývoje syntetických vonných látek.[zdroj?]
Ve volbách roku 1990 zasedl do české části Sněmovny národů Federálního shromáždění ČSFR (volební obvod Severočeský kraj) za OF. Po rozkladu OF v roce 1991 přešel do poslaneckého klubu ODA. Ve Federálním shromáždění setrval do voleb roku 1992.
Po volbách v roce 1992 se stal členem české vlády (první vláda Václava Klause), v níž byl v letech 1992 až 1996 ministrem pro správu národního majetku a jeho privatizaci. Vládní post si udržel i po volbách v roce 1996 v druhé vládě Václava Klause, nyní jako ministr životního prostředí ČR. Od června 1997 do konce funkčního období této vlády v lednu 1998 navíc zastával i post místopředsedy vlády (poté, co na tuto funkci rezignoval Jan Kalvoda). Post ministra životního prostředí zastával krátce do února 1998 i v následující vládě Josefa Tošovského.
Ve volbách v roce 1996 byl rovněž zvolen do Poslanecké sněmovny Parlamentu České republiky za ODA a poslanecký mandát zastával do předčasných voleb roku 1998.
Zastával i významné stranické funkce. 8. konference ODA v březnu 1995 ho zvolila místopředsedou ODA (namísto dosavadního místopředsedy Daniela Kroupy). Když se v roce 1997 začal vyostřovat v rámci Občanské demokratické aliance spor mezi konzervativním a pragmatickým křídlem, byl Jiří Skalický vybrán jako kompromisní kandidát na předsedu strany. 13. konference ODA v listopadu 1997 ho skutečně na tento post dosadila, ale spory tím neskončily. Proti Skalickému okamžitě vystoupila Pravá frakce ODA (Ivan Mašek) a v nastalých neshodách mnoho členů vedení ODA stranu opustilo. Skalický se po své instalaci za předsedu rozhodl provést vnitřní audit stranického financování, čímž reagoval na skandály okolo financování vládní ODA a ODS. Audit postupně zjistil závažné nesrovnalosti v účetnictví a v lednu 1998 se případem začala zabývat i policie. Skalický odmítal prozradit jména některých stranických sponzorů s odvoláním na slib, který jim byl dříve dán. Poté, co kauza eskalovala, zveřejnil jejich jména až 13. února 1998, jenže mnozí z nich své sponzorství ODA popřeli a aféra dále gradovala. Preference ODA se propadly a následoval další masivní odchod členů, včetně vedoucích funkcionářů. 20. února 1998 rezignoval Skalický na předsednický post (vzdal se i ministerského křesla ve vládě J. Tošovského, viz výše) a 26. února 1998 ze strany vystoupil.
V senátních volbách roku 1998 na podzim 1998 byl zvolen členem horní komory českého parlamentu za senátní obvod č. 7 – Plzeň-město, coby bezpartijní kandidát, na kandidátní listině Čtyřkoalice.
S manželkou Alicí roz. Wagnerovou má čtyři děti: Jakuba (* 1978), Matěje (* 1979), Jana (* 1981) a Magdalenu (* 1983).